# ليمينغتون سبا
ليمينجتون سبا (بالإنجليزية:Leamington Spa)، هي بلدة بريطانية تتبع مدينة وركشير في المملكة المتحدة، وعدد سكانها 95 ألف نسمة.

## المناخ
يظهر الجدول التالي التغييرات المناخية على مدار السنة لليمينغتون سبا:
| البيانات المناخية لـليمينغتون سبا | البيانات المناخية لـليمينغتون سبا | البيانات المناخية لـليمينغتون سبا | البيانات المناخية لـليمينغتون سبا | البيانات المناخية لـليمينغتون سبا | البيانات المناخية لـليمينغتون سبا | البيانات المناخية لـليمينغتون سبا | البيانات المناخية لـليمينغتون سبا | البيانات المناخية لـليمينغتون سبا | البيانات المناخية لـليمينغتون سبا | البيانات المناخية لـليمينغتون سبا | البيانات المناخية لـليمينغتون سبا | البيانات المناخية لـليمينغتون سبا | البيانات المناخية لـليمينغتون سبا |
| الشهر                             | يناير                             | فبراير                            | مارس                              | أبريل                             | مايو                              | يونيو                             | يوليو                             | أغسطس                             | سبتمبر                            | أكتوبر                            | نوفمبر                            | ديسمبر                            | المعدل السنوي                     |
| --------------------------------- | --------------------------------- | --------------------------------- | --------------------------------- | --------------------------------- | --------------------------------- | --------------------------------- | --------------------------------- | --------------------------------- | --------------------------------- | --------------------------------- | --------------------------------- | --------------------------------- | --------------------------------- |
| متوسط درجة الحرارة الكبرى °م (°ف) | 6.0 (42.8)                        | 6.2 (43.2)                        | 8.9 (48.0)                        | 11.9 (53.4)                       | 15.3 (59.5)                       | 18.8 (65.8)                       | 20.6 (69.1)                       | 20.1 (68.2)                       | 17.6 (63.7)                       | 13.8 (56.8)                       | 9.2 (48.6)                        | 7.1 (44.8)                        | 12.9 (55.3)                       |
| متوسط درجة الحرارة الصغرى °م (°ف) | 0.3 (32.5)                        | 0.1 (32.2)                        | 1.5 (34.7)                        | 3.3 (37.9)                        | 6.0 (42.8)                        | 9.2 (48.6)                        | 11.1 (52.0)                       | 10.8 (51.4)                       | 8.8 (47.8)                        | 6.2 (43.2)                        | 2.9 (37.2)                        | 1.3 (34.3)                        | 5.1 (41.2)                        |
| الهطول مم (إنش)                   | 53 (2.1)                          | 48 (1.9)                          | 51 (2.0)                          | 48 (1.9)                          | 56 (2.2)                          | 56 (2.2)                          | 46 (1.8)                          | 66 (2.6)                          | 53 (2.1)                          | 53 (2.1)                          | 58 (2.3)                          | 66 (2.6)                          | 660 (25.9)                        |
| المصدر:                           |                                   |                                   |                                   |                                   |                                   |                                   |                                   |                                   |                                   |                                   |                                   |                                   |                                   |

## توأمة
لليمينغتون سبا اتفاقيات توأمة مع كل من:
- شو منذ (1969 - )[6]
- برول (1973 - )[6]
- هيمستيده (1987 - )[6]
- ليمينغتون [6]
- بو (13 يناير 2005 - )[6]
- غوميل

## أعلام
- كريستيان هورنر
- سيد ويب
- راندولف توربين
- بن فوستر
- إرنست رينشو
- رولاند بيل
- جون مورتون
- وليام رينشو
- آليستر كراولي

## المواقع الخارجية
- Royal Leamington Spa Town Council